# Baron Dunleath
Baron Dunleath av Ballywalter i grevskapet Down, är en titel i den brittiska adelskalendern. Den skapades 1892 för affärsmannen och tidigare konservative parlamentsledamoten för Downpatrick, John Mulholland. Familjen Mulholland var involverade i bomulls- och linneindustrin i Ulster i norra Irland. Den 1:e baronens son, den 2:e baronen, företrädde Londonderry North i brittiska underhuset som konservativ. Hans sonson, den 4:e baronen, var medlem av Northern Ireland Assembly för allianspartiet. Han efterträddes av sin kusin, den 5:e baronen, som redan hade efterträtt sin far som 2:e baroneten av Ballyscullion (se nedan). Från och med 2010 innehas titlarna av 5:e baronens son, den 6:e baronen, som efterträdde 1997.
Mulholland Baronetcy av Ballyscullion Park i grevskapet Londonderry, skapades i det brittiska baronskapet 1945 för Henry Mulholland. Han var den tredje sonen till 2:e baronen Dunleath och som framför allt tjänstgjort talman som i nordirländska underhuset. Han efterträddes av sin son, den ovan nämnda 2:e baroneten, som år 1993 efterträdde sin kusin som 5:e baronen Dunleath.

## Baronerna Dunleath (1892)
- John Mulholland, 1:e baron Dunleath (1819–1895)
- Henry Lyle Mulholland, 2:e baron Dunleath (1854–1931)
- Charles Henry George Mulholland, 3:e baron Dunleath (1886–1956)
- Charles Edward Henry John Mulholland, 4:e baron Dunleath (1933–1993)
- Michael Henry Mulholland, 5:e baron Dunleath (1915–1997)
- Brian Henry Mulholland, 6:e baron Dunleath (f. 1950)

## Mulholland Baronets av Ballyscullion (1945)
- Sir Henry George Hill Mulholland, 1:e baronet (1888–1971)
- Sir Michael Henry Mulholland, 2:e baronet (1915–1997) (efterträdde som baron Dunleath 1993)